# Malesherbes
Malesherbes je francouzská obec v departementu Loiret v regionu Centre-Val de Loire. V roce 2011 zde žilo 6 203 obyvatel. Je centrem kantonu Malesherbes.

## Vývoj počtu obyvatel
Počet obyvatel